# Wyspa Hayesa
Wyspa Hayesa (ros. Остров Хейса) – arktyczna wyspa należąca do Rosji, będąca częścią archipelagu Ziemia Franciszka Józefa, położona pomiędzy Wyspą Champa a Ziemią Wilczka. Na wyspie znajduje się stacja polarna Obserwatorium imienia Ernsta Krenkela.
Nazwa pochodzi od nazwiska amerykańskiego polarnika Isaaca Hayesa. Utarła się jednak zniemczona nazwa – wyspa Heissa – pochodząca z tłumaczenia rosyjskiego. Odkryta w 1874 przez wyprawę Tegetthoffa.

## Geografia
Wyspa jest niemal pozbawiona lodowca. Mała czapa zalega przy północnym brzegu. Najwyższy punkt wznosi się 242 metry nad poziom morza.
Przesmyk na południu wyspy nosi nazwę Proliw Markama. W najwęższym miejscu ma 5 kilometrów szerokości. Na wschodzie znajduje się przesmyk Proliw Austriski, oddzielający wyspę od wyspy Komsomolec. Siedmiokilometrowy przesmyk Jermak na północy ogranicza wyspę od Ziemi Ziczy. Na zachód leży cieśnina Markhama. Przylądek na południowo-zachodnim brzegu wyspy nosi nazwę Ostantsowij.